# Šalvěj etiopská

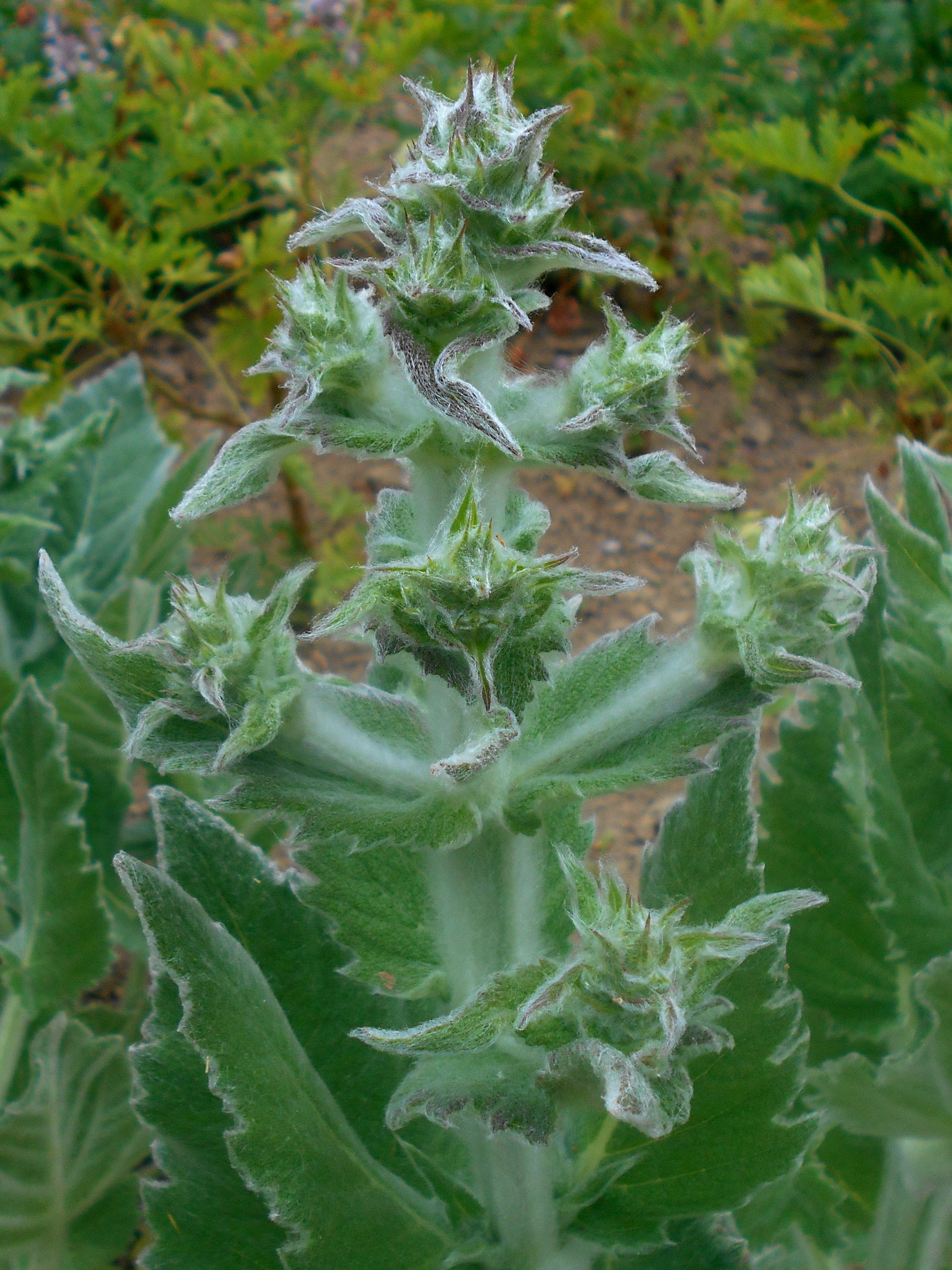
Mladá rostlina

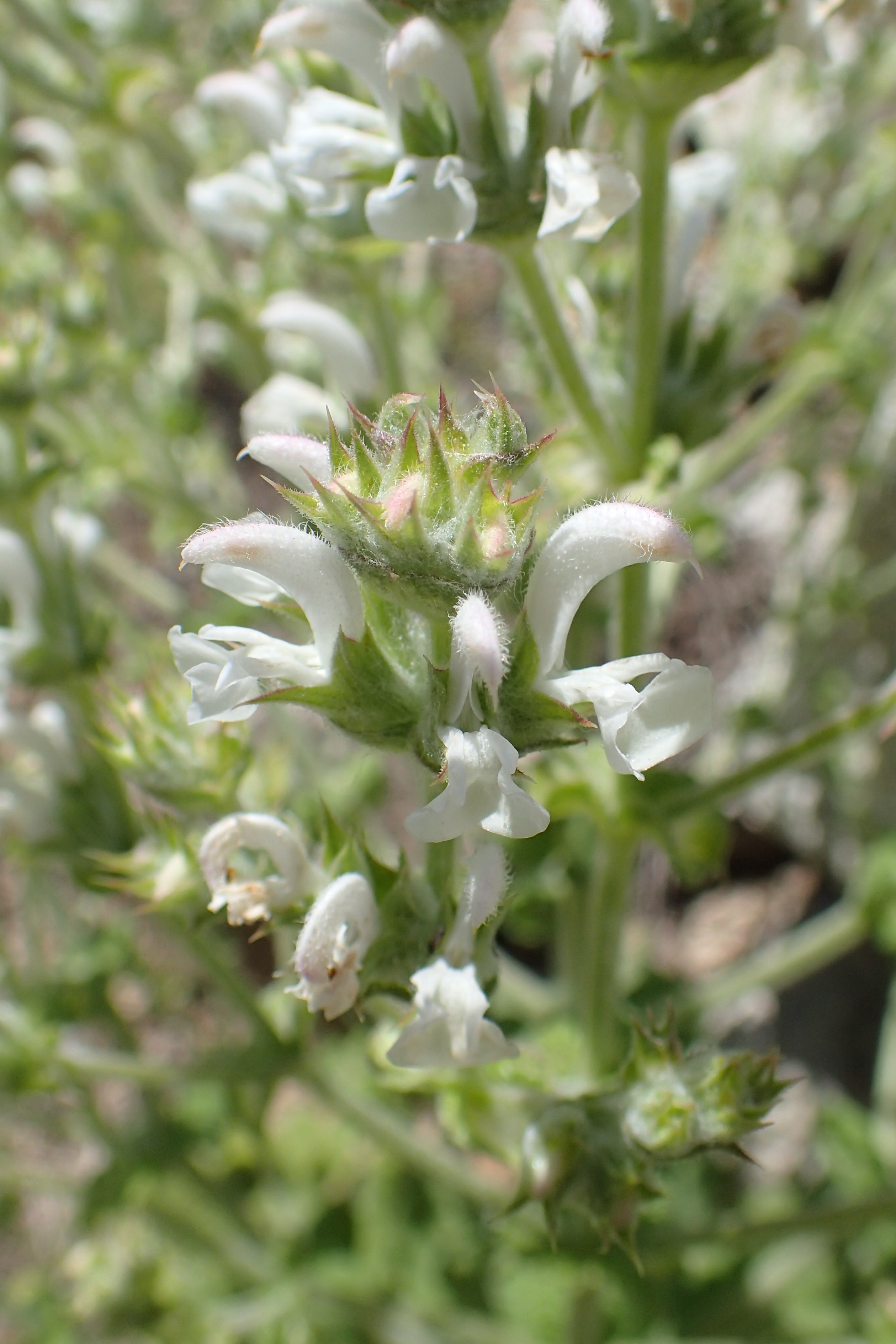
Část kvetoucí rostliny

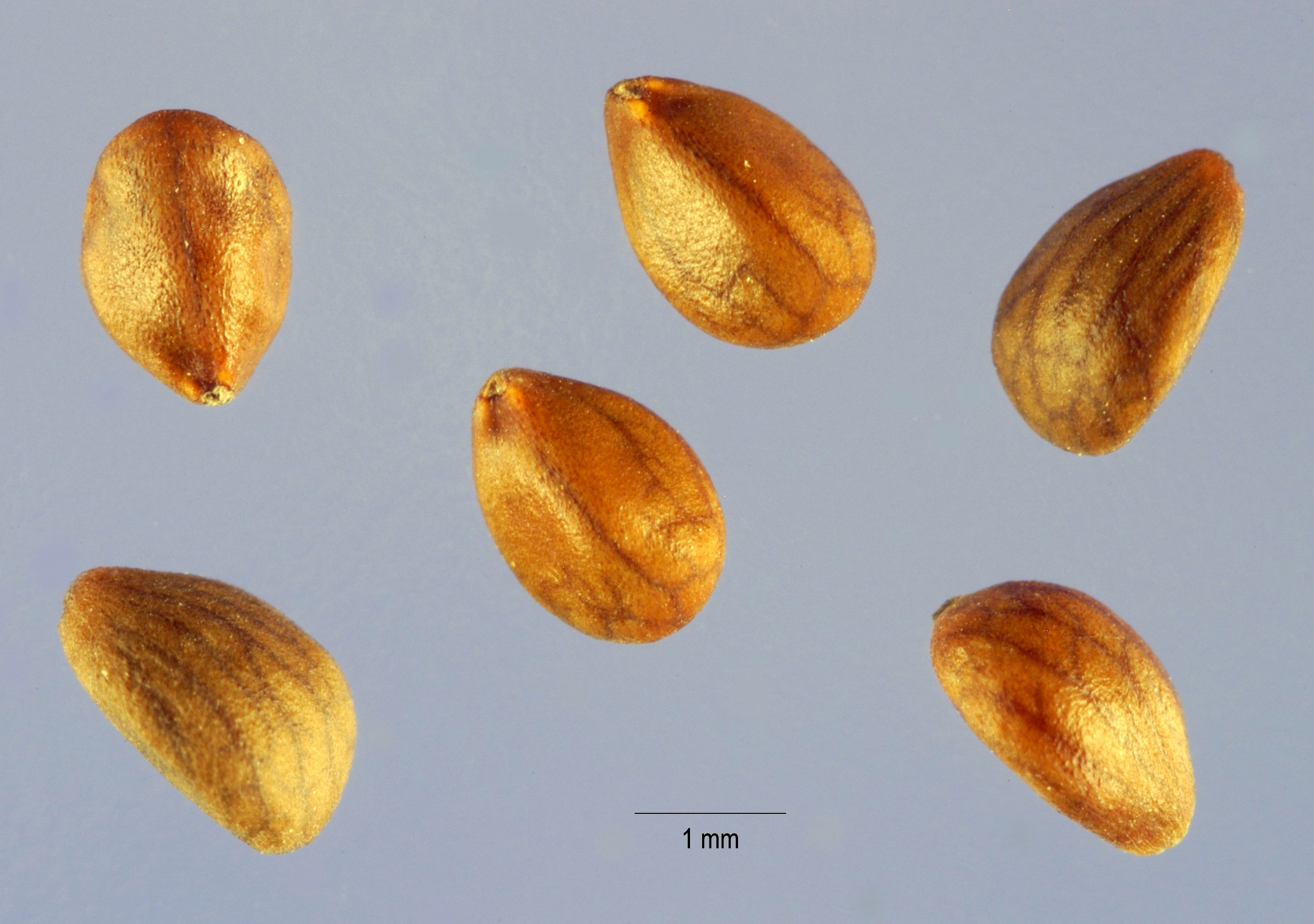
Plůdky, semena

Šalvěj etiopská (Salvia aethiopis) je středně vysoká dvouletá bylina s bílými květy. Je jednou z více než deseti druhů šalvějí rostoucích v české přírodě, kde je původním druhem. V České republice se vyskytuje jen velmi vzácně a je zde považována za rostlinu kriticky ohroženou (§1, C1), a tudíž chráněnou.

## Rozšíření
Bylina s původním výskytem v jihozápadní Asii (Írán, Turecko), ve Střední Asii (Tádžikistán, Turkmenistán), na Kavkaze (Arménie, Ázerbájdžán, Gruzie) a v Evropě východní (Moldávie, Ukrajina, jižní Rusko), v jižní (Itálie, Řecko, Bulharsko, Rumunsko, bývalá Jugoslávie) a v západní (Francie, Portugalsko, Španělsko). Druhotně byla rozšířena, pravděpodobně prvními osadníky se semeny vojtěšky a pšenice, do Spojených států amerických, kde roste na pastvinách ve východních státech Arizona, Colorado, Idaho, Kalifornie, Oregon, Utah a Washington, kde se na rozdíl od evropských zemí chová jako invazní plevel. Byla zavlečena též do severní Afriky a Austrálie.
V České republice se vzácně vyskytuje pouze na vápencovém podloží v nejjižnější části Moravy v Pavlovských vrších, na severní hranici evropského rozšíření. Roste tam v národní přírodní rezervaci Tabulová, Růžový vrch a Kočičí kámen v chráněné krajinné oblasti Pálava. V rámci záchranného programu na posílení této jediné, chudopočetné populace byly z výsevu semen vypěstované další rostliny v nedalekých přírodních památkách Kočičí skála a Kočičí kámen a v přírodní rezervaci Turold.

## Ekologie
Teplomilný hemikryptofyt, jenž roste nejčastěji na xerotermních travnatých či skalnatých stráních, někdy i v řídkých křovinách nebo na okrajích listnatých lesů v planárním stupni. Svědčí jí propustná, hlinitá i slabě kamenitá, zásaditá až neutrální půda bohatá na živiny a suché stanoviště situované na plném slunci.
V prvém roce vyrůstá ze semene pouze listová růžice a teprve druhým se z ní vyvine lodyha s květy. Protože je rostlinou monokarpickou, tj. plodí jednou za život, po vytvoření plodů většinou usychá. Některý jedinec však na kořenu ve druhém vegetačním roce vytvoří nový pupen, ze kterého následným rokem vyraší nová lodyha, a rostlina se chová jako trvalka. Kvete v období od června do srpna. Ploidie druhu je 2n = 24.

## Popis
Dvouletá až krátce vytrvalá, vlnatá až bíle plstnatá, aromatická bylina vyrůstající z hrubého kořene. Lodyha je přímá, hrubá, bíle chlupatá, hojně rozvětvená, 40 až 100 cm vysoká a hustě porostlá čtyřmi až šesti páry vstřícně vyrůstajících listů. Listy v přízemní růžici v době kvetení neusychají a mívají společně s dolními lodyžními listy řapík 3 až 7 cm dlouhý. Všechny listy jsou jednoduché, mají oboustranně chlupaté čepele s přisedlými žlázkami, v obryse jsou vejčité či kosočtverečné, na bázi klínovité, na vrcholu špičaté, po okraji nestejně zubaté či laločnatě pilovité, 10 až 20 cm dlouhé, 6 až 15 cm široké a mají zpeřenou žilnatinu. Směrem vzhůru se lodyžní listy zmenšují, stávají se krátce řapíkaté až přisedlé. Zelené listeny mají tvar menších listů. Po rozemnutí vydávají listy výrazné aroma či zápach.
Bílé pyskaté květy s krátkými stopkami vytvářejí v počtu čtyři až osm lichopřesleny sdružené do lichoklasu. Kalich i koruna jsou dvoupyské, vlnatě chlupaté. Zelený až nafialovělý kalich má horní pysk třícípý a spodní pysk dvoucípý. Koruna z pěti bílých lístků bývá dlouhá 12 až 16 mm, má rovnou korunní trubku kratší než kalich, horní pysk je plytce dvojlaločný a mírně přilbovitě vyklenutý, kratší dolní pysk je třílaločný a jeho největší střední lalok je lžícovitě prohnutý. Ze čtyř tyčinek jen krátce vystupujících z květu jsou dvě zadní jen patyčinky, nemají prašníky. Semeník je svrchní a vznikl srůstem dvou plodolistů, nese nitkovitou čnělku s dvojklanou bliznou čnící z květu. Okolo semeníku je čtyřlaločný val se žlázkami obsahující nektar. Květy jsou opylovány včelami nebo čmeláky.
Plody jsou tvrdky dělící se na čtyři hnědé, vejčité plůdky (semena) velké přibližně 2,5 mm. Rostlina se rozmnožuje výhradně generativně semeny, kterých za ideálních podmínek vyprodukuje ročně až 100 000. Semena jsou do okolí rozptylována větrem a občas i mravenci, kteří na něm nacházejí dužnatý přívěsek plný tuku, tzv. masíčko a odnášejí semeno jako potravu do mravenišť, odkud jej později vynášejí na povrch.